# Österrike i olympiska vinterspelen 1968
Österrike deltog i olympiska vinterspelen 1968. Österrikes trupp bestod av 76 idrottare varav 63 män och 13 kvinnor. Den yngsta av Österrikes deltagare var Liesl Nestler (16 år och 87 dagar) och den äldsta var Erwin Thaler (37 år och 271 dagar). 

## Medaljer

### Guld
- Alpin skidåkning
  - Störtlopp damer: Olga Pall
- Konståkning
  - Singel herrar: Wolfgang Schwarz
- Rodel
  - Singel herrar: Manfred Schmid

### Silver
- Alpin skidåkning
  - Slalom herrar: Herbert Huber
- Rodel
  - Dubbel: Manfred Schmid och Ewald Walch
- Bob
  - Fyra-manna: Erwin Thaler, Reinhold Durnthaler, Herbert Gruber och Josef Eder
- Backhoppning
  - Normal backe: Reinhold Bachler

### Brons
- Alpin skidåkning
  - Störtlopp damer: Christl Haas
  - Storslalom herrar: Heini Meßner
  - Slalom herrar: Alfred Matt
- Backhoppning
  - Normal backe: Baldur Preiml